# سای کونگ
سای کونگ (به لاتین: Sai Kung Town) یک منطقهٔ مسکونی در چین است که در منطقه سای کونگ واقع شده‌است. سای کونگ ۱۱٬۹۲۷ نفر جمعیت دارد.